# リスロン
リスロン株式会社(英文社名：RISURON Co.,Ltd.)は、大阪市西区北堀江2丁目に本社を置く主に業務用の化学製品のメーカーである。大阪、東京をはじめとして全国23箇所に営業拠点を有する。”リスロン”の商票登録をしているのはこの会社である。

## 概要
創業1955年（昭和30年）の老舗洗剤・ワックスの販売会社である。1973年（昭和48年）に現会長の塚本昭勝が開発したスーパークリーナーストロングを発売、爆発的なヒットをし、各業界、特に機械、車両関連業界では名を刻んだ。
コンサルティング業務も行う関係上直販をしており、最近では、顧客のニーズに合う専用製品の開発をし販売をしている。店舗、インターネット（オフィシャルECサイトのみ）等では委託販売をしていない。
また、全国に”リスロン○○””○○リスロン”と言う名称の会社があるが、全国23事業所以外は全く関係ない会社であり、リスロン商品の販売も全国23箇所のみとなっている。

京セラドーム大阪001

京セラドーム大阪002

## 沿革
- 1955年（昭和30年） - 関西リスロンとして創立、営業開始。
- 1963年（昭和38年） - リスロン株式会社と社名変更。製造工場を新設、化学製品メーカーとして営業開始。
- 1965年（昭和40年） - 広島支店、静岡支店、岡山支店、福岡支店を新設。
- 1966年（昭和41年） - 名古屋支店、京都支店を新設。
- 1967年（昭和42年） - 東京支店を新設。
- 1968年（昭和43年） - 札幌支店、横浜支店を新設。
- 1969年（昭和44年） - 仙台支店、金沢支店、ビルメンテナンス部門を新設。
- 1970年（昭和45年） - 鹿児島支店、岐阜支店、高松支店、熊本支店を新設。
- 1972年（昭和47年） - 秋田支店を新設。
- 1973年（昭和48年） - 宇都宮支店、新潟支店を新設。
- 1974年（昭和49年） - 松山営業所、盛岡支店を新設。製造部門を分社化。
- 1975年（昭和50年） - 高崎支店を新設。
- 1978年（昭和53年） - 郡山支店を新設。
- 1979年（昭和54年） - 山形営業所を新設。
- 1982年（昭和57年） - 埼玉支店を新設。
- 1988年（昭和63年） - 量販店向けラグロン事業部を発足。
- 1989年（平成元年） - ラグロン事業部を分社化。
- 1989年（平成元年） - 船舶部門リスロンプロダクスを分社化。
- 1990年（平成2年） - 浜松営業所を新設。
- 1994年（平成6年） - 青森営業所を新設。
- 1997年（平成9年） - 千葉営業所を新設。
- 1990年（平成17年） - 創業50周年を迎える。
- 2015年（平成27年） - 創業60周年を迎える。
- 2025年（令和7年） - 創業70周年を迎える。。

## 商品ブランド

ストロング

- ストロング
- エコストロング
- パイパー
- エース
- 安心ワックス
- 流星
- スーパーコート
- プロヴュー
- カーブライト

など
（上記は全て登録商票）

## 関連会社
- リスロン化学工業株式会社
- ラグロン株式会社
- リスロンビルサービス株式会社
- リスロンプロダクス株式会社